# Kkun
Kkun (꾼?), noto anche con il titolo internazionale The Swindlers, è un film del 2017 scritto e diretto da Jang Chang-won.

## Trama
Un truffatore e un procuratore, entrambi alla ricerca di un ulteriore truffatore, decidono di unire le forze, entrambi con lo scopo di vendicarsi dell'uomo.